# ويد باريت
ستو بينيت (بالإنجليزية: Stu Bennett)‏ أو ويد باريت أو  باد نيوز باريت  هو مصارع بريطاني محترف ولد في 10 أغسطس 1980 وهو يصارع في اتحاد المصارعة الحرة الترفيهية في عرض سماك داون منذ يناير 2010 وهو الفائز الرسمي في الموسم الأول لعرض المصارعة الجديد إن إكس تي. وهو كان قائد مجموعة نكسس نكسس قبل تفكك الفريق هذه المجموعة التي ارعبت المصارعين وهاجمت الاساطير الاندرتيكر، جون سينا اعضائها السابقيت (ويد باريت (القائد)، ديفيد أوتانغا، جستين غابرييل، هيث سلاتر، مايكل مجلكتي وهكسي هاريس)، أعضاء مطرودين من الفريق (دانيال برايان، دراين يونغ، مايكل كارفر، جون سينا).انضم جون سينا إلى نكسس حددت مباراة في زنزانة الجحيم مباراة بين جون سينا vs ويد باريت والشرط إذا فاز سينا يعتزل الفريق (نكسس) وإذا خسر سينا ينضم إلى نكسس وخسر جون سينا وانضم إلى النكسس. واستمر ويد بارت بضغط على جون سينا واتا وقت بطولة سرفايفر سيرز ويدبارت ضد راندي اورتن والحكم جون سينا والشرط كان إذا جون سينا فوز ويد باريت فسيخرج من نكسس وإذا فاز راندي اورتن فزيعتزل جون سينا وفاز راندي اورتن واعتزل جون سينا ثم بدأ سينا الهجوم على أعضاء النكسس في كوليس الاتحادوأعضاء النكسس مايكل مجلكاتي وهيث سلاتير ودايفيد اوتانغا وهسكي هاريس وجستين غابرييل أطاح سينا بهم جميعا ثم تكلم أعضاء انكسس مع ويد باريت بأن يعيد توظيف جون سينا أو أنهم سيطردوه من النكسس وسيواجه جون سينا ويد باريت في مهرجان (تي ال سي)وفاز جون سينا على باريت بعد مانفذ (التهذيب AA)على ويد باريت فوق الكراسي الفولاذية وعاد إلى WWE

و في أواخر عام 2013 غير اسمه إلى باد نيوز باريت (أخبار باريت السيئة) بسبب تقديمه لنشرة الأخبار السيئة، وكذلك تمكن من الفوز ببطولة القارات خمس مرات.

## الحياة الشخصية
ولد بينيت في بنورتهام وعاش في بريستون حتى سن السادسة، عندما انتقل على ويلز مع عائلته.عندما كان صغيرا كان يعشق البريتيش بولدوغ، وقال إنه يدعم بريستون نورث ايند.قبل أن يصبح مصارع محترف، وكان بينيت ملاكم بينما كان يعيش في ليفربول، بينيت حصل على شهادة في علم الأحياء البحرية.وقال إنه يعمل في مختبر العلوم والتوظيف في وقت لاحق في حين أن التدريب ليصبح مصارع.يوم 15 يونيو 2008، اعتقل بينيت في تامبا، فلوريدا ووجهت إليه تهمة البطارية على القائمين على تنفيذ القانون (جناية) وعرقلة ضابط (جنحة)، بينيت أفرج عنه في اليوم التالي.ووفقا لمصادر اتحاد FCW، أسقطت جميع التهم الموجهة إليه في وقت لاحق من قبل الشرطة.
يوجد على جسم بينيت اثنين من الوشوم.

## الراو والنيكسس

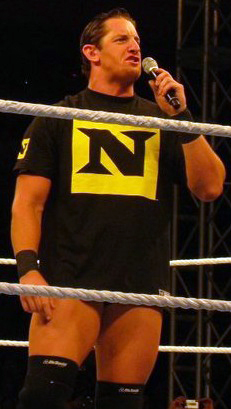
ويد باريت في راو.

- في أحد عروض الراو كانت هناك مباراة بين جون سينا وسي ام بانك، فجأ دخل 8 اشخاص ودمروا سينا وبانك وحطموا القاعة. وهؤلاء الأشخاص كانوا: ويد باريت، سكيب شيفيلد، جاستن غابريال، هيث سلايتر، دارين يونغ، دانييل برايان، دافيد اوتونغا، مايكل تارفر.

مرت اسابيع كثيرة وطويلة وفريق النيكسس يحطموا نجوم الراو وحتى نجوم السماك داون حتى اتا اسبوع حصلت فيه مشاكل بين باريت ورفاقه إلى أن جاء سي ام بانك وأصبح قائدا على النيكسس وذهب باريت إلى سماك داون

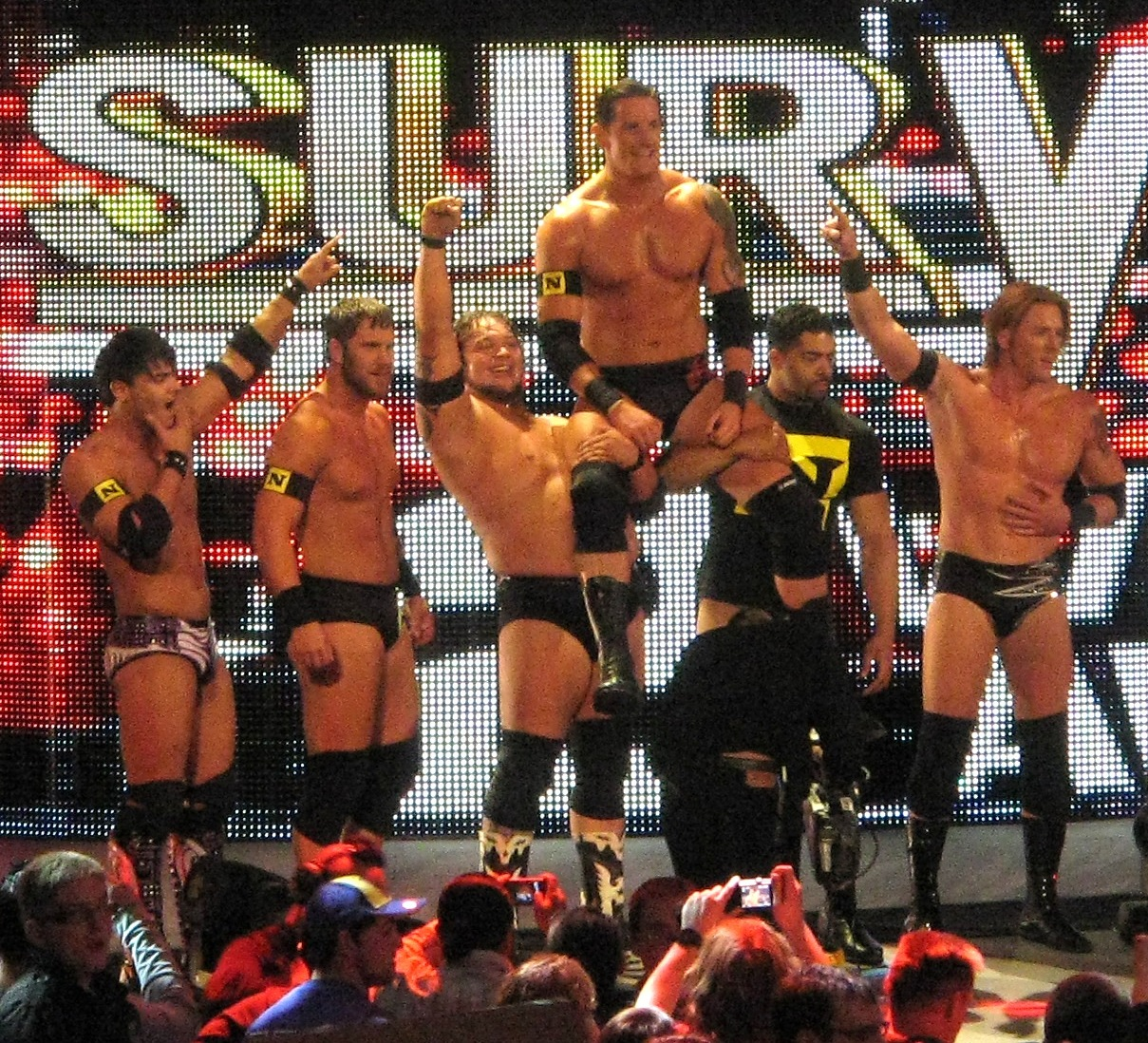
ويد باريت مع فريق النيكسيس.

## السماك داون والكور 2011

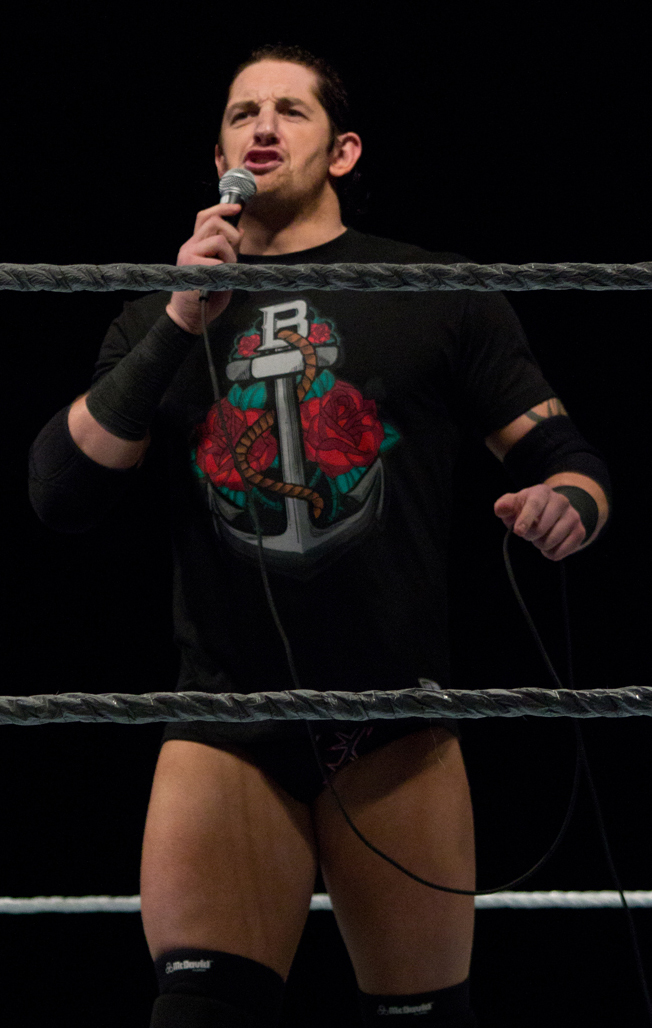
ويد بايت سنة 2011.

في 2011 كون ويد فريق جديد في عرض السماك داون اسمه الكور هذا الفريق يتكون من ويد باريت، جستين غابرييل، هيث سلايتر، ايزيكل جاكسون. هذا الفريق الذي هاجم نجوم السماك داون مثل ايدج، البيج شو
و سيطروا على العرض من بداية دخولهم، حصل هيث سلايتر وجاستن غابريال على احزمة الزوجي بعد فوزهم على سانتينو ماريلا وفلاديمير كوزلوف في الاليمينيشن تشامبر 2011. ولكن بعد ثلاثة اسابيع لعبوا على الاحزمة ضد جون سينا وذا ميز وانتهت بفوز فريق سينا وميز وحصلوا على احزمة الزوجي. ولكن باريت قال ان هناك مباراة إعادة على الاحزمة وبالفعل وافق عليها المدير العام المجهول للراو. بدأت المباراة الثانية بتقلبات مثيرة بين الفريقين إلى أن دخل سينا واشعل الملعب ولكن بعد أن كان سينا على وشك عمل حركة التهذيب اتى ميز وخان جون سينا ليفوز فريق الكور ويصبحوا ابطال الزوجي للمرة الثالثة في تاريخهم 

و بعدها تأهل باريت إلى عرض غرفة الأقصاء لعام 2011 على بطولة العالم للوزن الثقيل، ولكنه أقصي بسرعة من قبل بيج شو، وفي يوم 22 مارس 2011 تمكن باريت من الفوز على كوفي كينغستون وأصبح بطل القارات الجديد، وفي عرض راسلمينيا 27 خسر فريق ذا كور ضد بيج شو، كين، كوفي كينغستون وسانتينو ماريلا، وفي يوم 22 أبريل فاز باريت على كوفي، وفي 6 أيار هاجم باريت وسلايتر وغابريل إيزيكل جاكسون، وبعدها تواجه كل من باريت وجاكسون في عرض  Over The Limit  على بطولة القارات وخسر باريت بالأقصاء، وفي عرض كابيتول بانشمينت تمكن جاكسون من الفوز ببطولة القارات بعد أن قام بهزيمة باريت، وخسر باريت مرة أخرى في سماك داون، وأعلن باريت في عرض سماك داون يوم 1 يوليو بأنه سيشارك بمبارة ماني إن ذا بانك ضد كل من هيث سلايتر، جستين جابريل، كين، سين كارا وكودي رودز ودانيال براين وأخيرا شيمس، وفاز براين مما أدى إلى عدأ بينهما في عرض سمر سلام وفاز باريت على براين 

و في 21 أكتوبر عرض سماك داون، باريت ضهر تحت لقب جديد وهو سلسلة باريت وتمكن من هزيمة دانيال براين، وبعدها دخل باريت في سلسلة أنتصارات على كل من ترينت باريتا وجون موريسون وشيمس وراندي أورتن في مباريات فردية.
- قال باريت ان كل من هاجمهم من نجوم كان بسبب احترامه لهم ! والحديث كان عن سينا، اورتن، بيج شو، ايدج، أندرتيكر، كريس جيريكو.

## سنة 2012

### العداء مع راندي أورتن
دخل ويد في عداء مع راندي أورتن في نهاية سنة 2011 وقد واجه فريق باريت فريق أورتن وتمكن من الفوز عليه في عرض سلسلة الصمود، وفي يوم 14 نوفمبر عرض راو أنتهت سلسلة أنتصارات باريت بعد خسارته لأورتن بلأقصاء، وفي يوم 25 نوفمبر عرض سماك داوون شارك باريت في مباراة رباعية ضد أورتن وكودي رودز ودانيال براين لتحديد المنافس الأول على بطولة العالم للوزن الثقيل، وفاز براين، وأستمر العدأ بين باريت وراندي، وفي يوم 9 ديسمبر دخل الأثنان في سباق الوقت وتمكن ويد من الفوز على جاكسون ب 7:53 ثانية، وهزم راندي زيجلر ب 7:51 ثانية، وبعدها فاز راندي على ويد في عرض  TLC  في مباراة طاولات، وفي يوم 23 ديسمبر عرض سماك داون تمكن باريت من الفوز على أورتن بعد دفعه من أعلا السلم ليسقط على رأسه وتسبب له بأصبة، وفي عرض رويال رمبل 2012 عاد أورتن وقام بأقصاء باريت في مباراة رويل رمبل، وفي يوم 3 فبراير فاز أورتن على ويد بمبارة بدون اقصاء، وفي عرض غرفة الأقصاء 2012 فشل ويد بالفوز ببطولة العالم حيث أقصي من قبل سانتينو ماريلا، وبعدها تعرض ويد للأصابة من قبل بيج شو.

### العودة وبطولة القارات
عاد ويد في عرض الراو بعد غياب سبعة أشهر بعد أصبح لديه ذقن وتغير شكله ولعب مباريات مع كل من تايسون كيد وجاستين غابريل ويوشي تاتسو وحطمهم جميعا
و قد أصبح المنافس الأول لبطولة القارات وتواجه كل من ويد والمصارع كوفي كنغستون في عرض التي ال سي على بطولة القارات وتمكن كوفي من الفوز، ولكن في عرض راو تواجه الأثنان مرة أخرى وفاز بها ويد ليصبح بطل القارات للمرة الثانية.

## سنة 2013

### العداء مع ذا ميز
دخل ويد في عداء مع ذا ميز إلذي تمكن من الفوز على ويد في عرض راو وتواجه الأثنان في عرض راسلمينيا29 يوم 2013/4/7 وفاز بها ذا ميز ليصبح بطل القارات ولكن بعد ليلة فقط أستعاد ويد لقبه بعد فوزه على ذا ميز.

### عرض الأنتقام وموني أن ذابانك
و في عرض  الإنتقام  تواجه كل من ويد باريت وذا ميز وكورتيس اكسل في مباراة ثلاثية على بطولة القارات فاز بها كورتس اكسل،
أما في عرض موني ان ذابنك شارك ويد في المبارة مع كل من دين امبروز وأنطونيو سيزارو وجاك سواجر وكودي رودز ودامين ساندو وفاندانغو وخسر المبارة، وبعدها أنهى باريت سلسلة خساراته الطويلة في عرض ماين أيفينت بعد فوزه على تروث، وفي يوم 5 أغسطس كاد باريت أن يحلق ذقن دانيال براين ولكن قام الأخير بحلق ذقن باريت، وفي عرض سماك داوون تمكن براين من الفوز على باريت، وفي عرض الراو فاز باريت على براين بعد أن كان براد مادوكس الحكم حيث قام بالعد سريعا، وبعدها تمكن أخيرا براين من الفوز على باريت في عرض سماك داوون في مباراة بدون أقصاء.

### نشرة الأخبار السيئة
عاد ويد مرة ثانية بعد أختفائه لأربعة أشهر وأصبح يظهر بين فترة وأخرى ليعطي أخبار سيئة ويسب الأمريكان.

## سنة 2014 - 2015 (باد نيوز باريت)
ضهر ويد تحت اسم جديد وهو باد نيوز باريت ويعني حامل الأخبار السيئة بعد راسلمنيا بيوم في تاريخ 7\4\2014 وفاز على المصارع راي مستريو وفاز في بطولة لتحديد المنافس الأول لبطولة القارات بعد فوزه على كل من دولف زيجلر وشيمس وروب فان دام وفاز على البطل بيج اي لنجستون ليصبح بطل القارات الجديد للمرة الرابعة، وفي عرض  الإنتقام  في تاريخ 1\6\2014 دافع بنجاح عن لقبه ضد روب فان دام، وفي عرض الراو تواجه كل من شيمس بطل الولايات المتحدة الأمريكية وباد نيوز باريت بطل القارات وتمكن شيمس من الفوز، وفي عرض سماك داون تاريخ 27\6\2014 تواجه باريت مع دين امبروز وفاز امبروز بعد أن قضى عليه بحركته ((ديرتي ديددز)) ولكن بعد المبارة أتا جاك سواجر وهاجم ويد مسببا له أصباة في كتفه وجرد من لقبه ومنذ ذلك الحين لم يضهر ويد على الحلبة،
وبعد مرور حوالي خمسة أشهر عاد باريت في يوم 23 نوفمبر في عرض  Survivor Series  وقدم عرضا، وفي يوم 29 ديسمبر 2014 عاد باريت بعد فوزه على سيزارو في عرض الراو، وفي يوم 2015/1/5 باريت حقق فوزا على بطل القارت دولف زيجلر مما جعله بطل القارات للمرة الخامسة في مسيرته. ولكن بعدها في عرض سماك داون بتاريخ 2015/1/9 خسر باريت مبارته ضد سين كارا، وفي الأسبوع التالي تواجه الأثنان على بطولة القارات وفاز ويد بالمبارة، وفي يوم 2015/1/19 تواجه كل من باريت ودين امبروز وفاز بها امبروز، وفي عرض سماك داون بتاريخ 2015/1/22 خسر باريت مباراة ضد دولف زيجلر وفي عرض  Royal Rumble  دخل باريت رقم 27 ولكن تم أقصائه بسرعة من قبل دولف زيجلر 

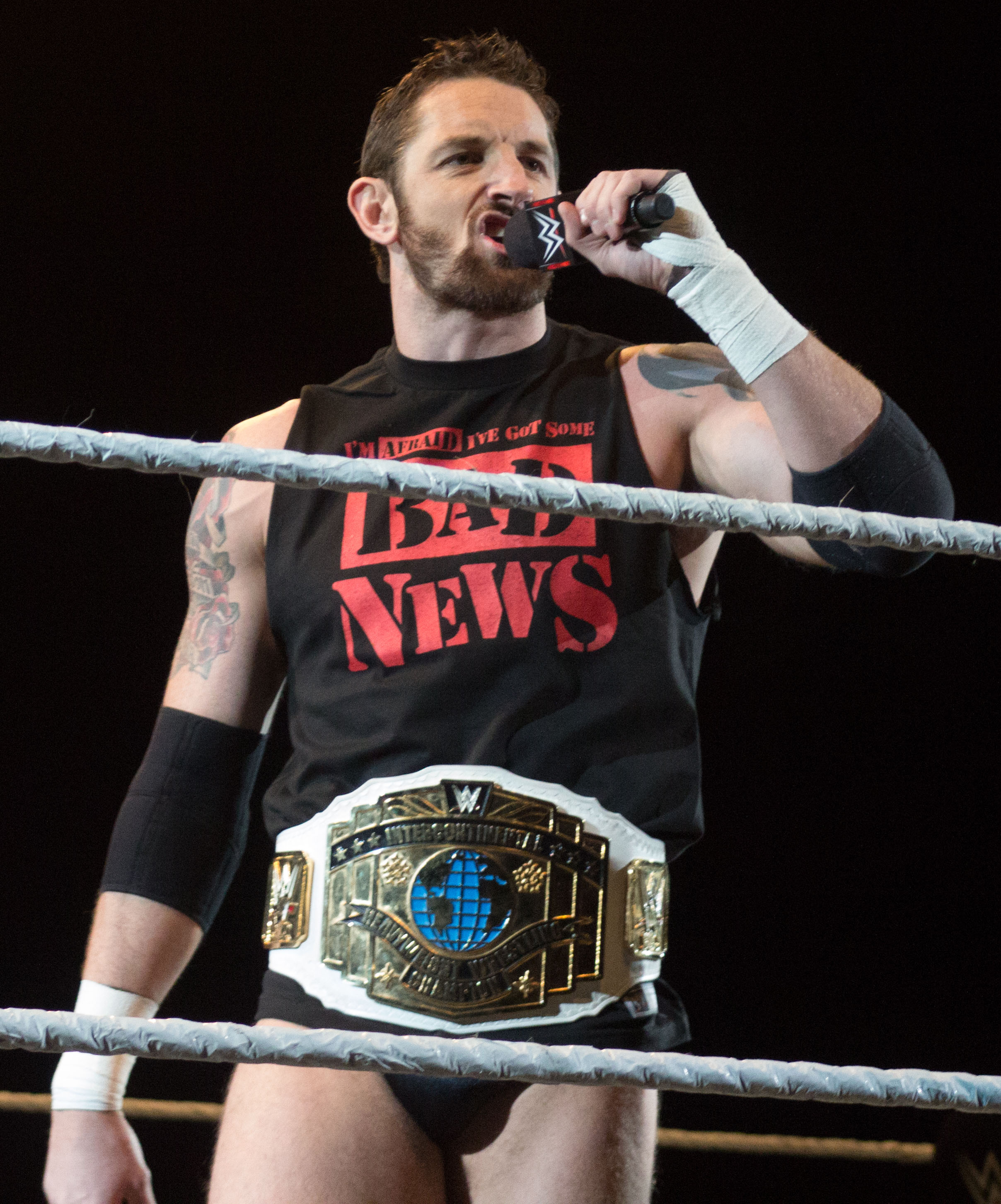
باد نيوز باريت بطل القارات في يناير 2015

و بعد عرض رويال رمبل في عرض راو قام دين امبروز بإعلان تحديه لباد نيوز باريت
و سيتواجه الأثنان في عرض فاستلاين في يوم 22 فبراير 2015 حيث قام أمبروز بأجبار باريت على توقيع العقد بعد أن كان باريت يتهرب من التحدي على بطولة القارات، وقد تمكن باريت من الأحتفاظ ببطولة القارات بعد فوزه على أمبروز بالأقصاء، وبعدها باليلة واحدة في عرض راو تعرض باريت للخسارة على يد دولف زيجلر، وفي عرض سماك داوون بتاريخ واجه باريت دانيال براين وخسر المباراة، وقام أر تروث بسرقة حزام بطولة القارات وقام بأعطائه لدين أمبروز إلذي كان قد سرقه من قبل، وأصبحت المنافسة على بطولة القارات بين كل من دين امبروز، دولف زيجلر، آر تروث ودانيال براين، وفي عرض الراو بتاريخ 2015/3/2 دخل خسر باريت ضد دين امبروز وجاء لوك هاربر وسرق لقب القارات من آر تروث، وأعلنت الدبليو دبليو إي أن باد نيوز باريت سيدافع عن بطولة القارات ضد كل من دين امبروز، دولف زيجلر، آر تروث، دانيال براين ولوك هاربر في عرض راسلمينيا 31 في مباراة سلالم، وفي عرض سماكدوان بتاريخ 2015/3/5 حدثت مباراة بين ويد باريت ولوك هاربر ضد دين امبروز ودولف زيجلر وتمكن زيجلر وامبروز من الفوز لكن بعد المباراة قام آر تروث بأعطاء لقب القارات لدانيال براين ولكنه تفاجئ بهجوم من ستارداست وأنتهى العرض عندما قام ستارداست بأخض بطولة القارات وتسلقه السلم، وفي عرض راسلمينيا 31 تواجه كل من باد نيوز باريت ودانيال براين، دين امبروز، دولف زيجلر، لوك هاربر، آر تروث وستارداست في مباراة سلالم على بطولة القارات وفاز براين بالحزام 

و بعدها طلب باريت الحصول على مباراة الرد ضد براين على بطولة القارات في عرض أكستريم رولز، ولكن براين لم يتمكن من الحضور بسبب الأصابة لذلك واجه باريت المصارع نيفل في العرض التقديمي وخسر المباراة.

## 2015 - 2016 (كينج باريت)
في 28 أبريل أثناء عرض الراو شارك باريت في بطولة ملك الحلبة وتمكن من الفوز على المصارع دولف زيجلر في عرض الراو بعد ألهاء من شيمس، بعدها بليلة على شبكة الدبليو دبليو أي فاز باريت على تروث وبعدها فاز على نيفل المصارع البريطاني في الجولة الأخيرة ليصبح ملك الحلبة لعام 2015 بعد أنقطاع البطولة لخمسة سنوات، وقام باريت بتغير اسمه بسرعة ليصبح كينج باريت (الملك باريت)، وفي عرض بايباك 2015 بيوم 17 مايو أقيمت مباراة بين نيفل وباريت وفاز نيفل بالعد الخارجي، وشارك باريت في مباراة ألمنيشن تشامبر التي اقيمت على بطولة القارات الشاغرة ولكن تم أقصائه من قبل تروث، ودخل باريت وتروث في عداء وتواجها في عرض ماني إن ذا بانك بتاريخ 14 يونيو 2015 في العرض التقديمي وتمكن تروث من الفوز، وبعدها في عرض الراو فاز تروث مرة أخرى على باريت
يعد ويد باريت من النجوم الحقيقين في المصارعة واكثرهم وسامه واحسنهم تفكير، وهو في علاقة حب مع المصارعة أليشا فوكس
- من ألقابه: باريت باراج، أسطورة NXT.
- كذلك بطل القارات لخمس مرات بعد تغلبه على كوفي كينغستون في المرة الأولى والثانية وعلى ذا ميز في المرة الثالثة وبيج اي لينجستون في المرة الرابعة، وعلى دولف زيجلر في المرة الخامسة.
- وقدا فاز ببطولة فلوريدا تشامبيون شيب رسلينغ للفرق مع درو ماكنتاير
- أغنية الدخول إلى الحلبة:(Rebel Son)
- الضربة القاضية (Bad News Bull Hammer)
- الحركات الخاصة هي: Wasteland 
 Backbreaker 
 Big boot 
 Powerbomb 
 Winds of Change
- مدرائه السابقون: بايرون ساكستون 

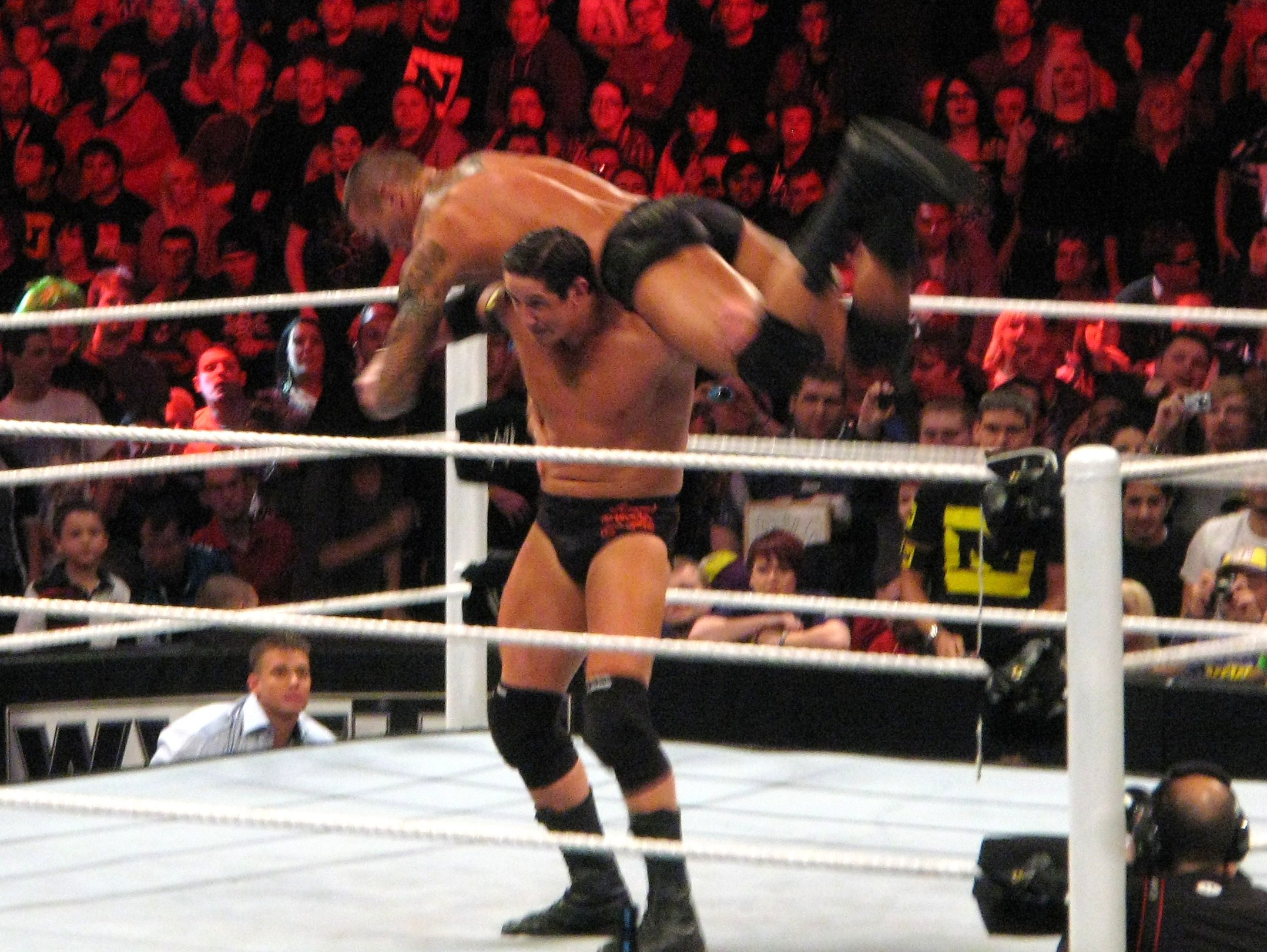
ويد ينفذ حركته القاضية.

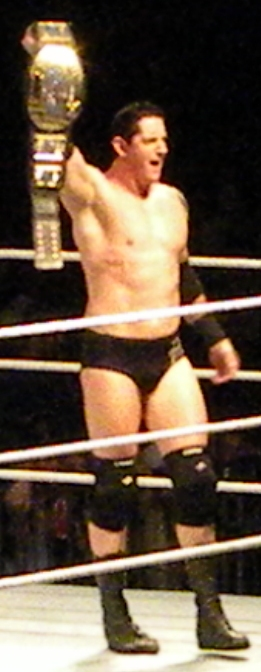
باريت بطل القارت في عام 2011.

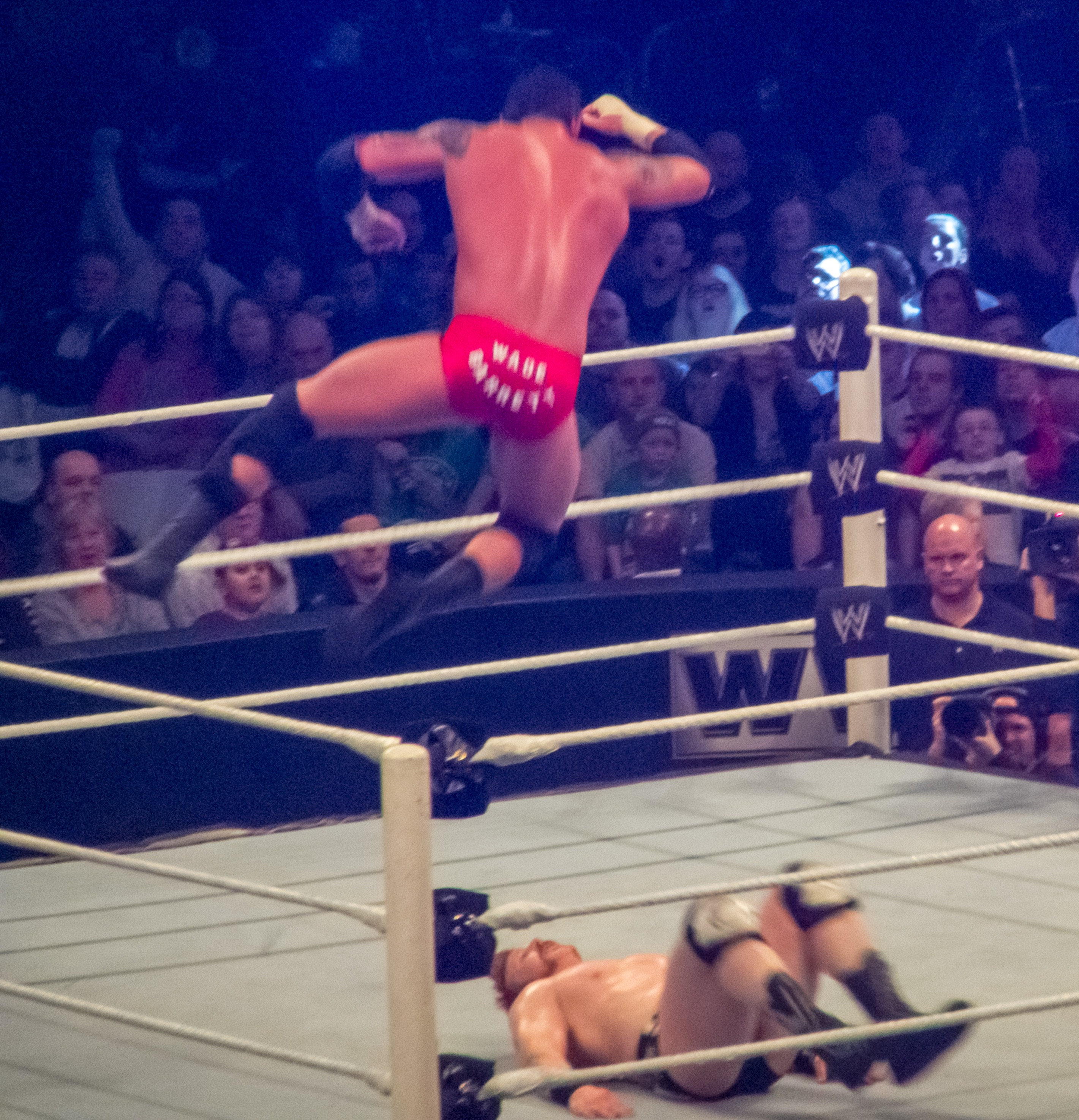
ويد يقفز على شيمس.

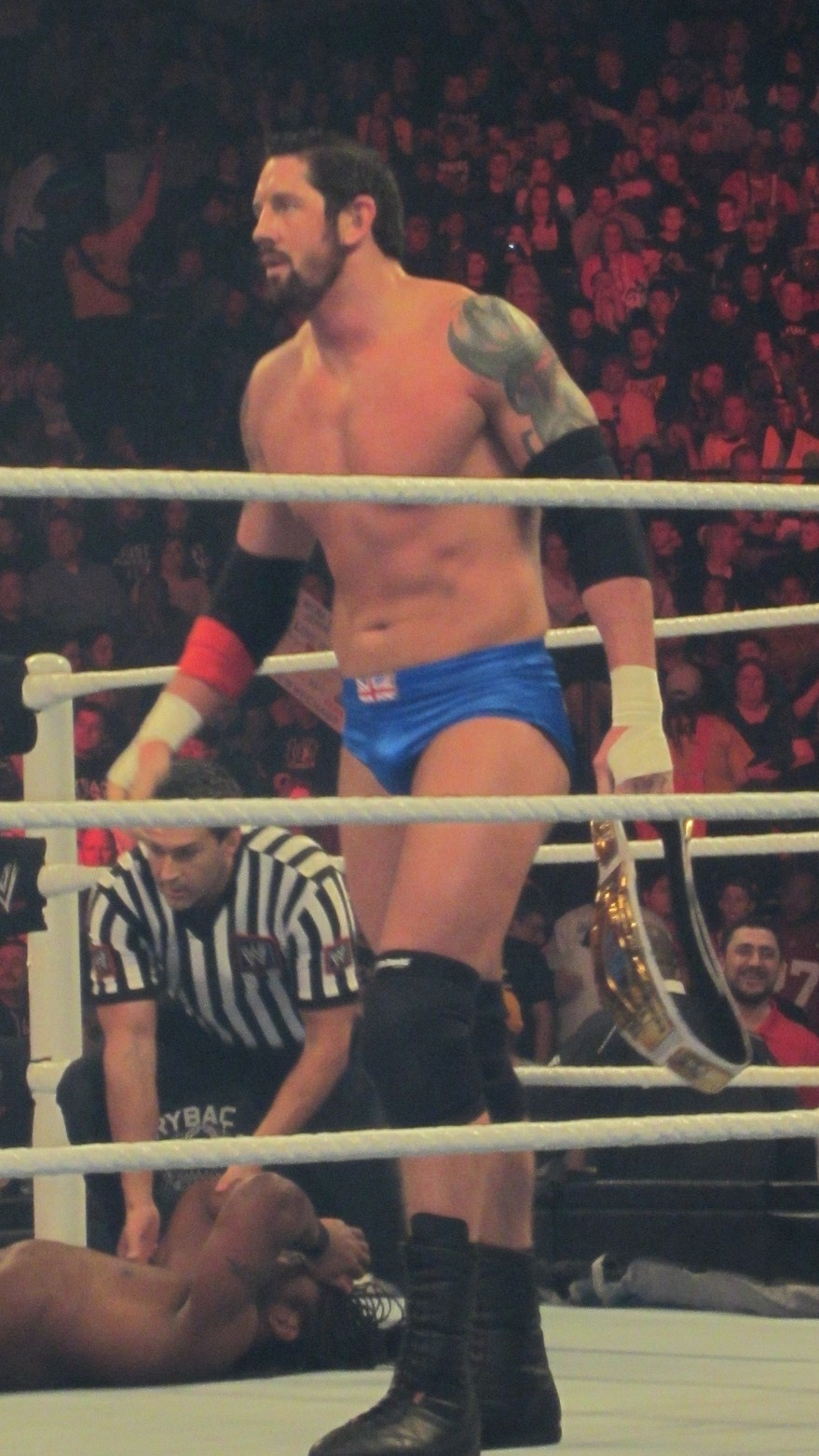
باريت بطل القارت.

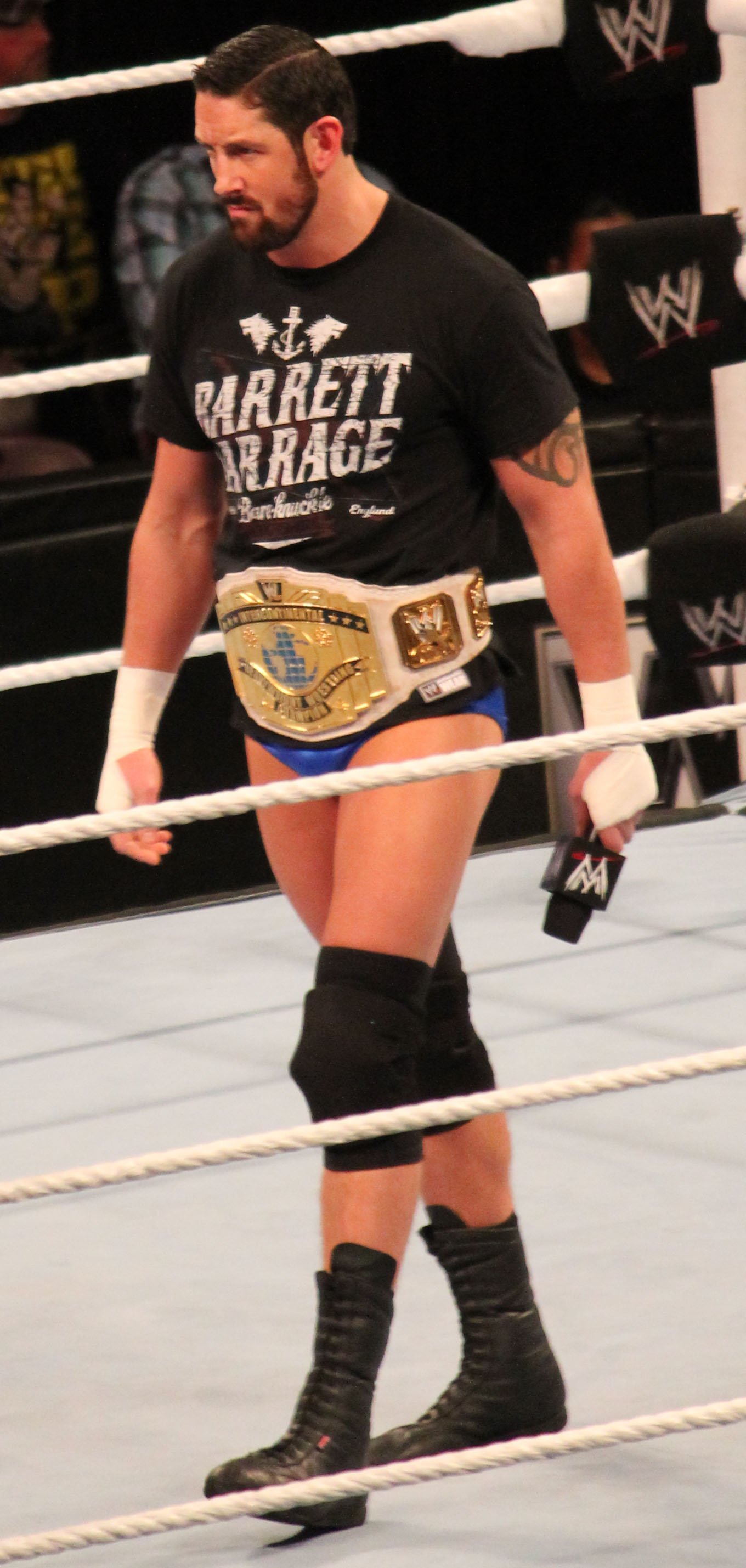
باريت بطل القارات في عام 2013.

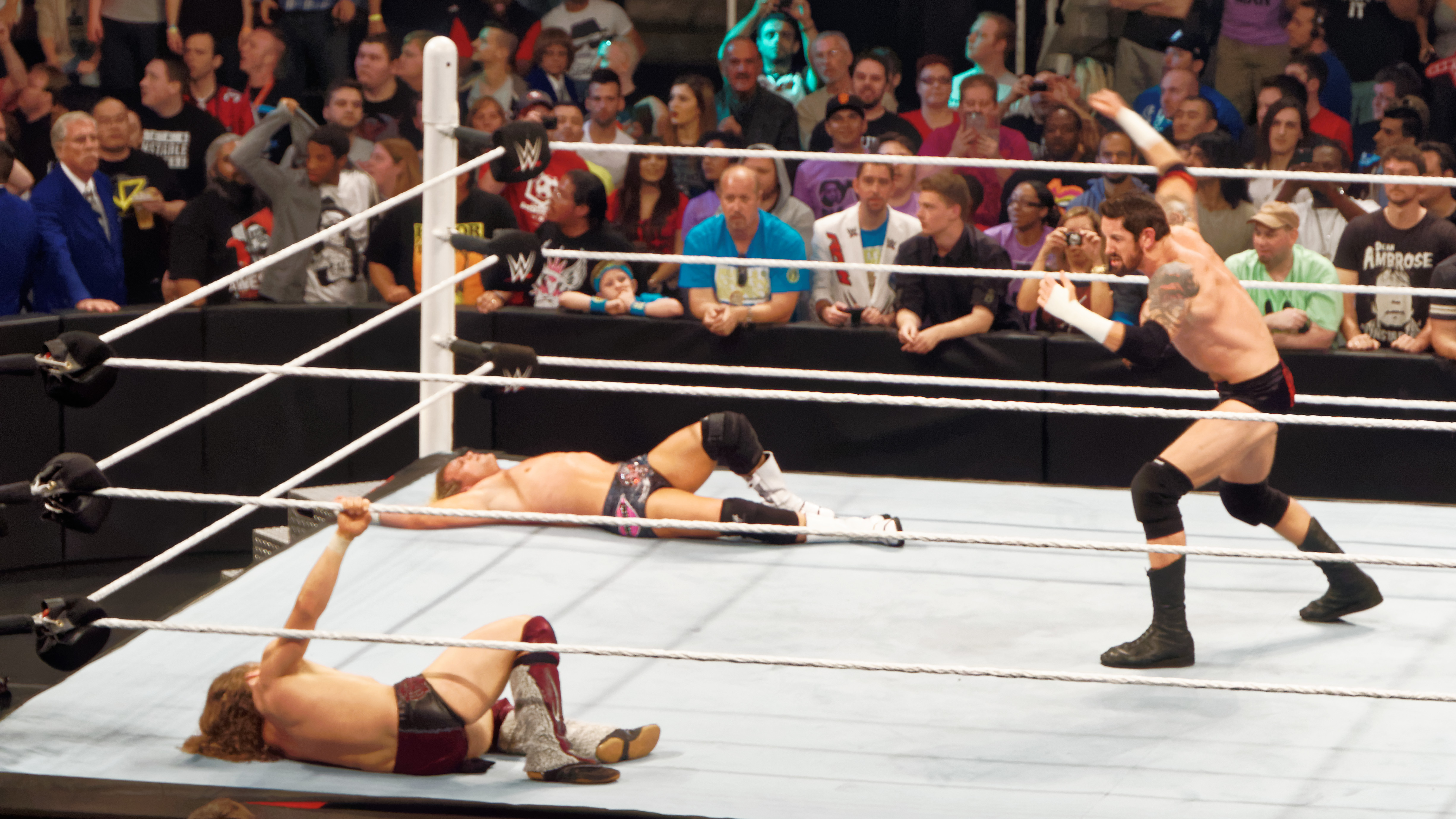
باريت يستعد لتنفيذ حركة بول هامر على دانيال براين.

 كريس جريكو

## روابط خارجية
- كينج باريت على موقع IMDb (الإنجليزية)
- كينج باريت على موقع قاعدة بيانات الفيلم (الإنجليزية)
- كينج باريت على موقع دبليو دبليو إي (الإنجليزية)
- كينج باريت على موقع WrestlingData.com (الإنجليزية)
- كينج باريت على موقع CageMatch worker (الإنجليزية)
- كينج باريت على موقع قاعدة بيانات المصارعة على الإنترنت (الإنجليزية)
- كينج باريت على موقع عالم المصارعة على الإنترنت (الإنجليزية)